# U-614 (tàu ngầm Đức)
U-614 là một tàu ngầm tấn công  Lớp Type VII thuộc phân lớp Type VIIC được Hải quân Đức Quốc Xã chế tạo trong Chiến tranh Thế giới thứ hai. Nhập biên chế năm 1942, nó đã thực hiện được ba chuyến tuần tra, đánh chìm được một tàu buôn tải trọng 5.730 GRT. Trong chuyến tuần tra cuối cùng, U-614 bị một máy bay ném bom Vickers Wellington của Không quân Hoàng gia Anh thả mìn sâu đánh chìm trong Đại Tây Dương vào ngày 29 tháng 7, 1943.

## Thiết kế và chế tạo

### Thiết kế

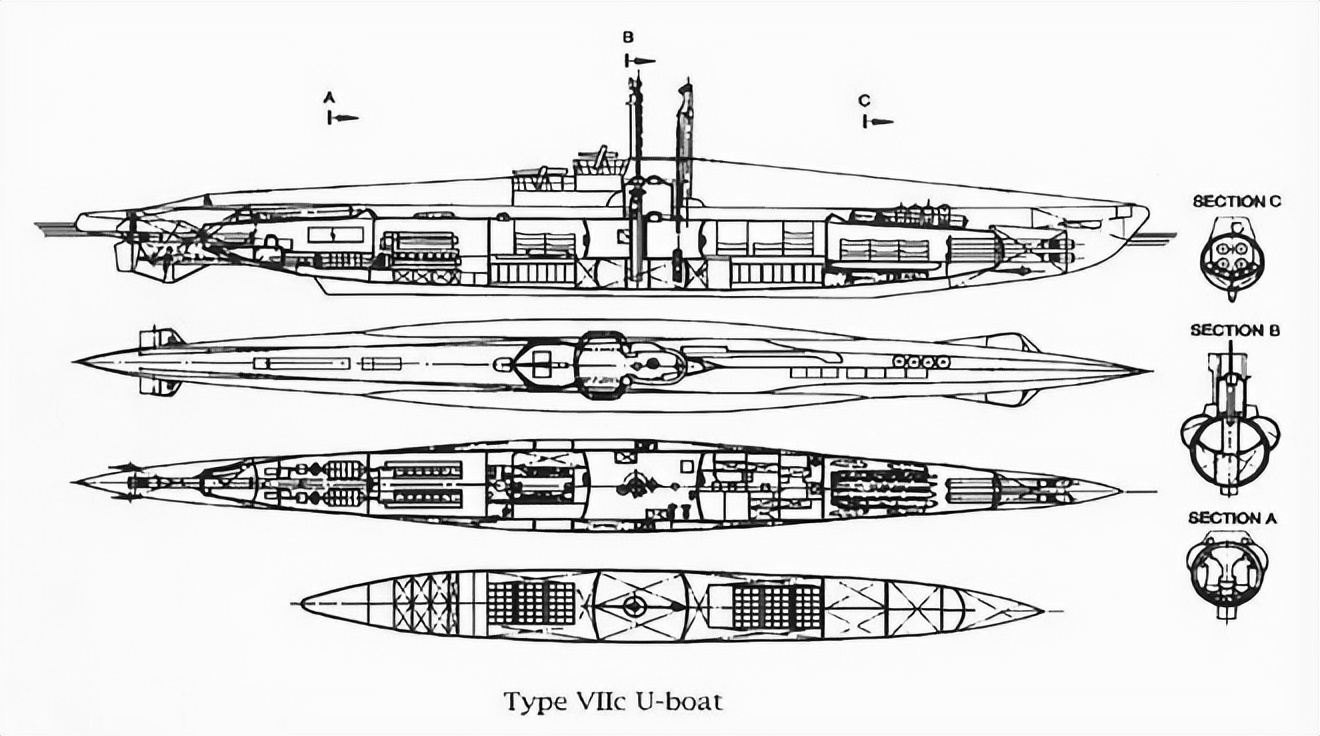
Sơ đồ các mặt cắt một tàu ngầm Type VIIC

Phân lớp VIIC của Tàu ngầm Type VII là một phiên bản VIIB được kéo dài thêm. Chúng có trọng lượng choán nước 769 t (757 tấn Anh) khi nổi và 871 t (857 tấn Anh) khi lặn). Con tàu có chiều dài chung 67,10 m (220 ft 2 in), lớp vỏ trong chịu áp lực dài 50,50 m (165 ft 8 in), mạn tàu rộng 6,20 m (20 ft 4 in), chiều cao 9,60 m (31 ft 6 in) và mớn nước 4,74 m (15 ft 7 in).
Chúng trang bị hai động cơ diesel Germaniawerft F46 siêu tăng áp 6-xy lanh 4 thì, tổng công suất 2.800–3.200 PS (2.100–2.400 kW; 2.800–3.200 bhp), dẫn động hai trục chân vịt đường kính 1,23 m (4,0 ft), cho phép đạt tốc độ tối đa 17,7 kn (32,8 km/h), và tầm hoạt động tối đa 8.500 nmi (15.700 km) khi đi tốc độ đường trường 10 kn (19 km/h). Khi đi ngầm dưới nước, chúng sử dụng hai động cơ/máy phát điện Garbe, Lahmeyer & Co. RP 137/c  tổng công suất 750 PS (550 kW; 740 shp). Tốc độ tối đa khi lặn là 7,6 kn (14,1 km/h), và tầm hoạt động 80 nmi (150 km) ở tốc độ 4 kn (7,4 km/h). Con tàu có khả năng lặn sâu đến 230 m (750 ft).
Vũ khí trang bị có năm ống phóng ngư lôi 53,3 cm (21 in), bao gồm bốn ống trước mũi và một ống phía đuôi, và mang theo tổng cộng 14 quả ngư lôi, hoặc tối đa 22 quả thủy lôi TMA, hoặc 33 quả TMB. Tàu ngầm Type VIIC bố trí một hải pháo 8,8 cm SK C/35 cùng một pháo phòng không 2 cm (0,79 in) trên boong tàu. Thủy thủ đoàn bao gồm 4 sĩ quan và 40-56 thủy thủ.

### Chế tạo
U-614 được đặt hàng vào ngày 15 tháng 8, 1940, và được đặt lườn tại xưởng tàu của hãng Blohm & Voss ở Hamburg vào ngày 6 tháng 5, 1941. Nó được hạ thủy vào ngày 29 tháng 1, 1942, và nhập biên chế cùng Hải quân Đức Quốc Xã vào ngày 19 tháng 3, 1942 dưới quyền chỉ huy của Hạm trưởng, Trung úy Hải quân Wolfgang Sträter.

## Lịch sử hoạt động
Sau khi hoàn tất việc huấn luyện trong thành phần Chi hạm đội U-boat 8, U-614 được điều sang Chi hạm đội U-boat 6 từ ngày 1 tháng 2, 1943 để hoạt động trên tuyến đầu cho đến khi bị mất.

### Chuyến tuần tra thứ nhất
U-614 khởi hành từ cảng Kiel, Đức vào ngày 9 tháng 1, 1943 cho chuyến tuần tra đầu tiên trong chiến tranh. Nó tiến ra Bắc Hải, rồi băng qua khe GI-UK giữa quần đảo Faroe và Iceland để vòng qua quần đảo Anh và hoạt động tại khu vực Bắc Đại Tây Dương về phía Tây Ireland (Khu vực Tiếp cận phía Tây). Tại đây vào ngày 7 tháng 2, nó phóng ngư lôi tấn công Đoàn tàu SC-118, đánh chìm được chiếc tàu buôn Anh Harmala 5.730 GRT ở vị trí về phía Đông Nam mũi Farewell, Greenland. Hai ngày sau đó 9 tháng 2, chiếc tàu ngầm bị một Máy bay ném bom B-17 Flying Fortress thuộc Liên đội 206 Không quân Hoàng gia Anh tấn công ở vị trí về phía Tây Scotland, và bị hư hại ảnh hưởng đến khả năng lặn. U-614 buộc phải kết thúc chuyến tuần tra và đi đến căn cứ St. Nazaire bên bờ Đại Tây Dương của Pháp đã bị Đức chiếm đóng, đến nơi vào ngày 26 tháng 2.

### Chuyến tuần tra thứ hai
Trong chuyến tuần tra tiếp theo, cùng xuất phát và kết thúc tại cảng St. Nazaire và diễn ra từ ngày 12 tháng 4 đến ngày 24 tháng 5, U-614 đã hoạt động trong vùng biển Bắc Đại Tây Dương về phía Đông Newfoundland, Canada. Tuy nhiên nó đã không đánh chìm được mục tiêu nào.

### Chuyến tuần tra thứ ba – Bị mất
U-614 lại xuất phát từ cảng St. Nazaire vào ngày 25 tháng 7 cho chuyến tuần tra thứ ba, cũng là chuyến cuối cùng. Chỉ bốn ngày sau đó, 29 tháng 7, chiếc U-boat vẫn còn đang di chuyển về phía Tây vịnh Biscay khi nó bị một máy bay ném bom Vickers Wellington thuộc Liên đội 172 Không quân Hoàng gia Anh thả mìn sâu đánh chìm tại tọa độ 46°42′B 11°03′T / 46,7°B 11,05°T. Toàn bộ 49 thành viên thủy thủ đoàn của U-614 đều đã tử trận.

### "Bầy sói" tham gia
U-614 từng tham gia sáu bầy sói:
- Landsknecht (19 – 28 tháng 1, 1943)
- Không tên (15 – 18 tháng 4, 1943)
- Specht (19 tháng 4 – 4 tháng 5, 1943)
- Fink (4 – 6 tháng 5, 1943)
- Elbe (7 – 10 tháng 5, 1943)
- Elbe 1 (10 – 14 tháng 5, 1943)

### Tóm tắt chiến công
U-614 đã đánh chìm được một tàu buôn tải trọng 5.730 GRT:
| Ngày            | Tên tàu | Quốc tịch      | Tải trọng | Số phận      |
| --------------- | ------- | -------------- | --------- | ------------ |
| 7 tháng 2, 1943 | Harmala | United Kingdom | 5.730     | Bị đánh chìm |